# وزال
الست خديجة، بنسقان أو وزَّال أَسَليّ أو رَّتَم أَسَليّ أو وزال الشرق (الاسم العلمي: Spartium junceum)، نوع نبات مُزر أحادي الطراز من الفصيلة البقولية. موطنه الأصلي منطقة البحر الأبيض المتوسط في جنوب أوروبا وجنوب غرب آسيا والمغرب العربي.